# Stade du Fort Carré
Stade du Fort Carré is een stadion in Antibes, Frankrijk. FC Antibes speelt er zijn thuiswedstrijden. Bij het Wereldkampioenschap voetbal 1938 werd er 1 wedstrijd gespeeld (Zweden-Cuba).

## WK interland
| № | Datum        | Wedstrijd     | Uitslag | Competitie          | Toeschouwers |
| - | ------------ | ------------- | ------- | ------------------- | ------------ |
| 1 | 12 juni 1938 | Zweden – Cuba | 8 – 0   | WK 1938 Kwartfinale | 6.846        |

Stade du Fort Carré (Antibes) · Stade Vélodrome (Marseille) · Stade Municipal (Le Havre) · Stade Victor Boucquey (Lille) · Stade olympique Yves-du-Manoir (Parijs) · Parc des Princes (Parijs) · Stade Auguste-Delaune (Reims) · Stade de la Meinau (Straatsburg) · Parc Lescure (Bordeaux) · Stade Chapou (Toulouse)